# أرلين هنت
أرلين هنت (بالإنجليزية: Arlene Hunt)‏ من مواليد 1972؛ هي كاتِبة وروائية أيرلندية.